# Verbetering (Nieuwe Pekela)
De Verbetering is een voormalig waterschap in de provincie Groningen.
Het schap lag ten noordwesten van Nieuwe Pekela. De noordoostgrens lag op de Zuidwendingerweg, de zuidoostgrens langs de Pekelderdiep, de zuidwestgrens op de straat de Ringsloot en de gemeentegrens met Veendam. De polder werd niet bemalen. Door de polder liep een dwarsleiding die uitmondde onder het eerste verlaat van het Pekelderdiep.
Waterstaatkundig gezien ligt het gebied sinds 2000 binnen dat van het waterschap Hunze en Aa's.